# Óscar Álvarez Orellana
Óscar Álvarez Orellana (* 7. September 1962 in Villa El Rosario, Departamento Morazán) ist ein salvadorianischer römisch-katholischer Geistlicher und Weihbischof in San Salvador.

## Leben
Óscar Álvarez Orellana empfing am 6. Januar 1988 das Sakrament der Priesterweihe für das Erzbistum San Salvador.
Nach weiteren Studien an der Päpstlichen Universität Gregoriana in Rom erwarb er das Lizenziat in Kirchengeschichte. Von 1988 bis 1993 war er als Ausbilder und Professor am Priesterseminar San José de la Montaña sowie bis 1990 zusätzlich in der Pfarrei Nuestra Señora de Montserrat in der Pfarrseelsorge tätig. Von 1993 bis 2019 war er Pfarrer zweier Pfarreien und von 2003 bis 2018 zusätzlich Professor für Kirchengeschichte und Patrologie am Priesterseminar San Juan XXIII in Santa Ana. Von 2008 bis 2012 war er zusätzlich Theologieprofessor an der Universidad Católica de El Salvador in Santa Ana. Ab 2019 war er Regens des Priesterseminars San José de la Montaña.
Papst Franziskus ernannte ihn am 16. Dezember 2023 zum Titularbischof von Pudentiana und zum Weihbischof in San Salvador. Der Erzbischof von San Salvador, José Luis Escobar Alas, spendete ihm am 13. Januar des folgenden Jahres in der Kathedrale von San Salvador die Bischofsweihe.